# قائمة هجمات الطائرات دون طيار في إمارة أفغانستان الإسلامية
قائمة هجمات الطائرات بدون طيار في إمارة أفغانستان الإسلامية بعد عودة طالبان إلى السلطة في أفغانستان وإعلان نواياها لإعادة تأسيس إمارة أفغانستان الإسلامية وذلك بعد سقوط كابول في أغسطس 2021، كانت هناك غارتان معروفتان بطائرات بدون طيار ضد أهداف في البلاد. ونتيجة للغارات الجوية كان هناك ما لا يقل عن 12 قتيلاً وإصابة واحدة في إمارة أفغانستان الإسلامية.

## الجدول الزمني

### 2021
- 27 أغسطس 2021: شنت الولايات المتحدة غارة جوية استهدفت أحد أعضاء تنظيم الدولة الإسلامية في إقليم ننجرهار. كان الهدف يستقل سيارة. قُتل إلى جانب عضو آخر رفيع المستوى، بينما أصيب مقاتل ثالث. ووصف القتيلان بأنهما مخطط وميسر لعمليات الدولة.[1] تم تنفيذ الغارة الجوية بعد يوم واحد من هجوم مطار كابول عام 2021، والذي أسفر عن مقتل أكثر من 180 شخصًا.[2]
- 29 أغسطس 2021: استهدفت غارة جوية أمريكية مركبة تقل انتحاريًا يشتبه في كونه من تنظيم داعش خراسان. قُتل 10 أشخاص على الأقل أثناء الغارة، بينهم ستة أطفال.[3] وكان بعض القتلى قد عملوا سابقًا في منظمات دولية وحملوا تأشيرات تسمح لهم بالدخول إلى الولايات المتحدة. كما وردت تقارير عن مقتل مدنيين آخرين. وكانت غالبية الضحايا من سكان المنطقة.[4]